# Richelor Sprangers
Richelor Sprangers (Port-au-Prince, 10 februari 1998) is een Haïtiaans-Nederlands voetballer die als spits bij Telstar speelt.

## Carrière
Richelor Sprangers is geboren in Haïti, maar werd toen hij vier jaar was door Nederlandse ouders geadopteerd. Zo kwam hij via RKVV DIA in de jeugd van NAC Breda terecht. Hij maakte zijn debuut in het betaald voetbal voor NAC Breda in de Eerste divisie op 25 november 2016, in de met 3-1 verloren uitwedstrijd tegen SC Cambuur. Hij startte in de basisopstelling en werd in de 75e minuut vervangen door Diego Snepvangers. In 2018 werd hij voor de duur van één seizoen verhuurd aan Helmond Sport, waar hij 22 wedstrijden in de Eerste divisie speelde. In 2019 vertrok hij transfervrij bij NAC en tekende hij een contract voor de duur van twee seizoenen bij Telstar.

## Statistieken
| Seizoen                        | Club            | Land           | Competitie     | Competitie | Competitie | Beker | Beker | Totaal | Totaal |
| Seizoen                        | Club            | Land           | Competitie     | Wed.       | Dlp.       | Wed.  | Dlp.  | Wed.   | Dlp.   |
| ------------------------------ | --------------- | -------------- | -------------- | ---------- | ---------- | ----- | ----- | ------ | ------ |
| 2016/17                        | NAC Breda       | Nederland      | Eerste divisie | 2          | 0          | 0     | 0     | 2      | 0      |
| 2017/18                        | NAC Breda       | Nederland      | Eredivisie     | 8          | 0          | 1     | 0     | 9      | 0      |
| 2018/19                        | → Helmond Sport | Nederland      | Eerste divisie | 22         | 3          | 1     | 0     | 23     | 3      |
| 2019/20                        | Telstar         | Nederland      | Eerste divisie | 8          | 0          | 0     | 0     | 8      | 0      |
| 2020/21                        | Telstar         | Nederland      | Eerste divisie | 6          | 0          | 1     | 0     | 7      | 0      |
| Carrièretotaal                 | Carrièretotaal  | Carrièretotaal | Carrièretotaal | 46         | 3          | 3     | 0     | 49     | 3      |
| Bijgewerkt op 22 november 2020 |                 |                |                |            |            |       |       |        |        |

## Interlandcarrière
In oktober 2016 werd Sprangers geselecteerd voor het Haïtiaans voetbalelftal onder 20, waarmee hij tegen Saint Lucia, Cuba en Trinidad en Tobago speelde. In oktober 2017 werd Sprangers voor het eerst opgeroepen voor het 'gewone' nationale elftal voor een oefenwedstrijd in en tegen Japan. Hij viel vier minuten voor het einde in.
| Interlands van Richelor Sprangers voor Haïti | Interlands van Richelor Sprangers voor Haïti | Interlands van Richelor Sprangers voor Haïti | Interlands van Richelor Sprangers voor Haïti | Interlands van Richelor Sprangers voor Haïti | Interlands van Richelor Sprangers voor Haïti |
| №                                            | Datum                                        | Wedstrijd                                    | Uitslag                                      | Soort wedstrijd                              | Doelpunten                                   |
| Als speler bij NAC Breda                     | Als speler bij NAC Breda                     | Als speler bij NAC Breda                     | Als speler bij NAC Breda                     | Als speler bij NAC Breda                     | Als speler bij NAC Breda                     |
| -------------------------------------------- | -------------------------------------------- | -------------------------------------------- | -------------------------------------------- | -------------------------------------------- | -------------------------------------------- |
| 1.                                           | 10 oktober 2017                              | Japan − Haïti                                | 3 – 3                                        | Vriendschappelijk                            | 0                                            |
| 2.                                           | 30 mei 2018                                  | Argentinië − Haïti                           | 4 – 0                                        | Vriendschappelijk                            | 0                                            |
| Als speler bij Helmond Sport                 |                                              |                                              |                                              |                                              |                                              |
| 3.                                           | 21 november 2018                             | El Salvador − Haïti                          | 1 – 0                                        | Vriendschappelijk                            | 0                                            |